# Giovanni Battista Viotti
Giovanni Battista Viotti (12. květen 1755, Fontanetto Po – 3. březen 1824, Londýn) byl italský houslista a hudební skladatel.

## Život
Základy jeho hudebního vzdělání položil jeho otec, kovář a amatérský hudebník. Později se Viotti učil u houslisty Gaetana Pugnaniho, s nímž pak cestoval po Německu, Rusku a Anglii.
Již jako mladý budil obdiv, zvlášť nadšeně byl přijat roku 1782 v Paříži a stal se zde průvodcem královny Marie Antoinetty. Od roku 1788 v Paříži řídil italskou operu. Úspěšný podnik však smetla francouzská revoluce, před níž Viotti musel uprchnout do Londýna, kde se živil opět především jako houslista. Ani Londýn pro něj však nebyl zcela bezpečným místem, neboť francouzští emigranti v Londýně ho pokládali za revolučního vyzvědače, a tak se načas uchýlil do Hamburku. Zde u něj celé léto 1798 jako žák trávil se svým otcem mladý houslista Friedrich Wilhelm Pixis, který později působil v Praze.
Roku 1795 se Viotti vrátil do Londýna. Investoval do obchodu s vínem, což ho finančně zajistilo. V roce 1818 se vrátil do Paříže, kde převzal vedení Velké opery, ale nedařilo se mu, a tak roku 1822 na svůj post rezignoval a znovu odjel do Londýna. Zde také Giovanni Battista Viotti 3. března roku 1824 zemřel.

## Dílo
Viotti byl autorem více než 20 smyčcových kvartetů, několika sonát a 29 houslových koncertů.
Jeho nejvýznamnějším žákem byl Francouz Pierre Rode.